# Hannan, Ōsaka
Hannan (tiếng Nhật: 阪南市, Han-nan) là một thành phố thuộc tỉnh Ōsaka, Nhật Bản.